# Tapinanthus longiflorus
Tapinanthus longiflorus là một loài thực vật có hoa trong họ Loranthaceae. Loài này được Polhill & Wiens miêu tả khoa học đầu tiên năm 1998.